# 鄧延貞
鄧延貞，又作鄧延正，辽朝官员，先世南阳人。
鄧延貞通术数，长于行医。辽兴宗时，皇太后有牙病，三次治疗没有效果，将他召入，治疗有成效。之后他扈从左右，以医术名世。他本性仁惠，经常救治贫困之人。重熙十年（1041年）八月，他治好了详稳萧留宁，辽兴宗为他父母赠官。鄧延貞官至节度使，加勤劳奉职功臣，右千牛卫上将军。孙子鄧中舉。